# 청야 전술
청야 전술(淸野 戰術)은 주변에 적이 사용할 만한 모든 군수물자와 식량 등을 없애 적군을 지치게 만드는 전술이다. 견벽청야(堅壁淸野)라고도 한다. 방어측이 자발적으로 사용하는 초토화 전술이라고 할 수 있다.
손자병법 중 작전 편에는 식량 현지 조달의 중요성이 나타난다. 食敵一鍾,當吾二十鍾;𦮼秆一石,當吾二十石(식적일종,당오이십종;기간일석,당오이십석)은 적에게서 빼앗은 식량이 아군 식량의 20배의 값어치를 한다는 뜻이다.
이러한 손자의 말에서 알 수 있 듯, 적으로부터 식량을 빼앗아 현지에서 조달하는 것은 매우 중요하다. 그러므로 청야 전술로 적의 자급자족을 막는 것은 적에게 막대한 피해를 안겨줌과 동시에 치명적인 식량 문제를 발생시킨다.

## 한국
한국에서 발생한 대부분의 전투는 타민족의 침략을 막는 과정에서 발생하였다.  그러한 방어의 역사 속에서 다양한 청야 전술이 사용되어 왔다.

### 살수대첩
역사속에서 가장 먼저 등장하는 것은 고구려와 수나라의 전쟁 중, 살수 대첩에서 을지문덕이 사용한 청야전술이다.
을지문덕은 30만이 넘는 수나라 군대가 연합하여 고구려를 공격하는 것을 막아야 했다. 을지문덕은 요동에서의 방어를 부하들에게 맡기고 수양제의 별동대를 상대하기로 했다. 을지문덕은 명림답부 이래 고구려에서 사용해 오던 청야전술을 펼쳤다. 수나라 군사들이 고구려 영토 안에서 단 한톨의 식량도 얻지 못하도록 전쟁터 주변에 사람들과 먹을 것을 전부 치워 버렸다. 수나라 군사들은 고구려 깊숙이 쳐들어오면서 점차 식량이 부족해졌다. 하나둘 굶주림에 지치기 시작했다. 그 뒤 적을 지치게 만들면서 결국 살수까지 유인하여 수나라 군대를 격멸한다.

### 임진왜란
1592년 도요토미 히데요시가 '정명가도'의 명분으로 조선을 침략한 임진왜란에서도 청야 전술이 사용되었다.
류성룡은 견벽청야 후, 산성에서 저항할 것을 주장하며 산성의 증축을 주장했다.

## 다른 나라의 청야 전술

### 나폴레옹의 러시아 원정
나폴레옹 보나파르트의 러시아 원정에서 러시아는 청야전술을 사용하였다.
러시아의 강추위에다가, 식량 조달에까지 문제가 생겼던 나폴레옹의 프랑스 군은 결국 후퇴한다.
러시아 원정의 실패는 곧 나폴레옹의 몰락도 큰 영향을 준다.

### 제 2차 세계대전
스탈린 그라드 포위전에서 러시아 사람들은 독일인들이 도착하기 전에 청야 전술을 사용하였다.
스탈린 그라드가 90%정도 독일인에 의해 점령했을 때, 미리 사용해둔 청야전술과 러시아 겨울의 강추위가 전세 뒤집기에 일정부분 기여했다.

## 참고 문헌
- 손자병법
- 살수대첩의 영웅 을지문덕 (인물로 보는 고구려사, 초판1쇄 2001., 3쇄 2007., 김용만)

## 같이 보기
- 초토화